# Jinhua Youngman Vehicle
Jinhua Youngman Vehicle (кит. 青年汽车集团) — китайский производитель автобусов и грузовиков в Цзиньхуа, провинция Чжэцзян.

## История
Компания Youngman была основана в 2001 году Пангом Циннянем. В начале 2000-х годов компания создала совместные предприятия с Neoplan и MAN Truck & Bus.
После увеличения числа заказов заводы компании были также построены в Цзинани, Тайани, Ляньюньгане, Цюйчжоу и некоторых других местах. В сентябре 2006 года компания учредила совместное предприятие с Iran Khodro в целях производства автомобилей Iran Khodro Samand и IKCO Samand Soren. Запчасти поставляла компания PSA Groupe.
С ноября 2006 года компания Youngman сотрудничала с Proton, с 28 октября 2011 года — с Saab, а с августа 2012 года партнёром компании являлся Spyker Cars. В октябре 2019 года компания была ликвидирована по причине банкротства.

## Продукция

### Легковые автомобили
- Youngman Lotus L3 Hatch
- Youngman Lotus L3 GT Hatch
- Youngman Lotus L3 Sedan
- Youngman Lotus L5 Sportback[9][10]
- Youngman Lotus L5 Sedan
- Youngman Lotus T5

- Youngman Lotus L3 Hatch
- Youngman Lotus L3 GT Hatch
- Youngman Lotus L3 Sedan
- Youngman Lotus L5 Sportback
- Youngman Lotus L5 Sedan
- Youngman Lotus T5

### Автобусы и грузовики
- JNP6120GR, JNP6120BEV1 and JNP6105GR — одноэтажные автобусы на базе Neoplan Centroliner[11].
- JNP6120BEV1 — троллейбусы на базе Neoplan Centroliner.
- JNP6250G — трёхсекционный сочленённый автобус на базе Neoplan Twinliner.
- JNP6180GM — двухсекционный сочленённый автобус на базе Neoplan Twinliner.
- JNP6137S — двухэтажный автобус на базе Neoplan Skyliner.

- Youngman-Neoplan JNP6120G в Ханчжоу
- Youngman-Neoplan JNP6180GM в Пекине
- Youngman-Neoplan JNP6120GR в Гонконге
- Youngman-Neoplan JNP6120BEV1 в Шанхае
- Youngman-Neoplan JNP6137 Skyliner рядом с Инкауаси, Чили
- Youngman-Neoplan JNP6120GC в Таиланде